# Ячейки революционной пролетарской инициативы
Ячейки революционной пролетарской инициативы (итал. Nuclei di Iniziativa Proletaria Rivoluzionaria) — небольшая итальянская леворадикальная террористическая группа, считающая себя фракцией «Красных бригад» (второго формирования). Известна с 1998 года.
Состав руководства неизвестен. Численность группы — примерно 12 боевиков. Действует в городах: Рим и Милан; в областях Лацио, Тоскана.

## Цели
Заявленные программные положения ориентированы против членства Италии в ЕС и правых политических партий.

## Теракты
Организация периодически совершает теракты с применением СВУ и огнестрельного оружия.
- 1998 — боевиками группы убит советник правительства;
- 10 апреля 2001 — осуществлён подрыв СВУ на базе сотового телефона (600 гр. ТНТ) у здания Института международных отношений в Риме;
- В период мая 2000 — февраля 2002 зафиксированы 3 других теракта с применением СВУ ММ в столице и столичной области Лацио.